# Distretto di Paucar
Il distretto di Paucar è uno degli otto distretti della provincia di Daniel Alcides Carrión, in Perù. Si trova nella regione di Pasco e si estende su una superficie di 134,18 chilometri quadrati.
Istituito il 4 dicembre 1952, ha per capitale la città di Paucar.